# Fred Coury

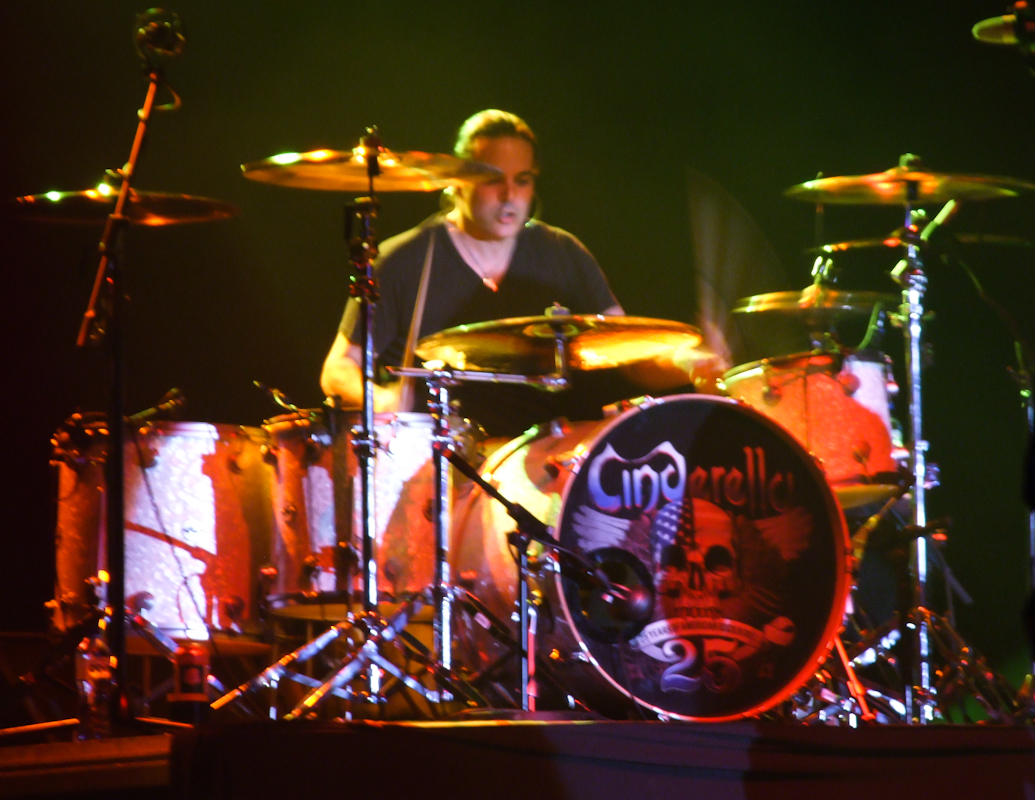
Fred Coury bei einem Auftritt mit Cinderella (2011)

Fred Coury (* 20. Oktober 1967 in Johnson City (New York)) ist ein US-amerikanischer Musiker und als Schlagzeuger Mitglied der Bluesrock-Band Cinderella.

## Biografie
Coury wurde als Kind einer aus dem Libanon stammenden Familie in Johnson City geboren. Im Alter von fünf Jahren erhielt er Violinen-Unterricht, seinen ersten Auftritt vor Publikum hatte er im Alter von sechs Jahren. In der Zeit zwischen seinem achten und dem zehnten Lebensjahr besuchte er das Conservatoire Libanais in Beirut, im Alter von 10 Jahren erlernte er zusätzlich das Trompetenspiel. Das Schlagzeugspiel erlernte er ab dem 13. Lebensjahr. Coury nennt Neil Peart, Peter Criss, Bobby Blotzer, John Bonham, Eric Carr, Tommy Lee und Tommy Aldridge als seine Vorbilder.
Coury war 1984 Gründungsmitglied der Gruppe Chastain und spielte 1985 in der Band London. Mit letzteren spielte er 1985 das Album Non Stop Rock ein. Als Cinderella 1985 ihr Debütalbum Night Songs aufnahmen, sortierte Produzent Andy Johns den Schlagzeuger der Gruppe, Jim Drnc, aus, da dieser nach Aussagen von Johns nicht gut genug war. Die Aufnahmen wurden mithilfe des Drummers Jody Cortez durchgeführt, Jim Drnc wurde anschließend durch Fred Coury als Bandmitglied ersetzt. Coury nahm für dieses Album mit der Gruppe das Lied Shake Me auf. Nach der sehr erfolgreichen Tournee zu diesem Album half Coury bei Guns N’ Roses aus, als sich deren Schlagzeuger Steven Adler im Dezember 1987 den Arm gebrochen hatte. Das nächste Studioalbum, Long Cold Winter, nahmen Cinderella erneut mit Andy Johns auf. Abgemischt wurde das Album von Steve Thompson und Michael Barbiero, die auch schon bei dem erfolgreichen Guns-N’-Roses-Album Appetite for Destruction an den Reglern saßen. Coury tourte während der Aufnahmen immer noch mit Guns N’ Roses durch die Welt und nahm nur sporadisch an den Aufnahmen zum neuen Album teil. Bemerkenswert fiel daher vor allem die Liste der Schlagzeuger aus, die Fred Coury als Gastmusiker unterstützten: Cozy Powell und Denny Carmassi waren an den Aufnahmen beteiligt. Powell war von Coury vorgeschlagen worden.
1990 veröffentlichte die Band ihr drittes Album Heartbreak Station, auf dem die bluesorientierte Linie des Vorgängers konsequent fortgesetzt wurde. Cinderella griffen bei den Aufnahmen der letztlich elf Tracks auf Gospel-Sänger, Bläser und deutlich mehr Piano zurück als bei den Vorgängern. Darüber hinaus arrangierte John Paul Jones die Streicher eines dreißigköpfigen Orchesters in den Songs „Heartbreak Station“ und „Winds of Change“. Gemessen am Erfolg konnten sie jedoch nicht an die beiden ersten Alben anknüpfen. Eine für Anfang 1991 geplante Europa-Tournee sagte die Band aus Angst vor Anschlägen vor dem Hintergrund des gerade entflammten Golfkriegs ab.
Während der US-Tournee zu diesem Album erlitt Sänger Tom Keifer eine neurologisch bedingte Lähmung (Parese) der Kehlkopfmuskulatur. Die Tour musste abgebrochen werden, die Aufnahmen für das Nachfolgealbum Still Climbing verzögerten sich bis 1994.
Coury war 1992 noch an der Entstehung des Liedes Hot and Bothered beteiligt, das die Gruppe für den Film Wayne’s World aufgenommen hatte. Anschließend verließ er die Band und gründete mit dem ehemaligen Ratt-Sänger Stephen Pearcy die Band Arcade, mit denen er zwei Alben für Epic Records einspielte. Nach der Veröffentlichung des letzten Cinderella-Albums, Still Climbing, das auch die Aufnahme von Hot & Bothered enthielt, kommerziell aber Flop|floppte, löste sich die Gruppe 1995 auf.
Nicht zuletzt einer von MTV ausgestrahlten Dokumentation über die Rockbands der 1980er Jahre ist es zu verdanken, dass sich Tom Keifer, Jeff LaBar, Eric Brittingham und Coury im November 1996 für ein Benefizkonzert in New Jersey wieder zusammenfanden. Obwohl Cinderella seit 1996 offiziell wieder existieren, ist bislang noch kein neues Studioalbum erschienen. Das letzte musikalische Zeichen war eine neu aufgenommene Version der Ballade Don't Know What You Got für den Sampler VH1 Classic Metal Mania: Stripped. Im Sommer 2005 tourte die Band zusammen mit Ratt, Quiet Riot und FireHouse unter dem Banner Rock Never Stops durch die USA. Am 6. November 2009 erschien ein neues Livealbum, eine Europatour fand 2010 statt. Im Juni 2011 gab die Band ihr erstes Deutschland-Konzert seit über zehn Jahren anlässlich ihres 25-jährigen Bestehens in Mülheim an der Ruhr.
Coury ist mittlerweile etablierter Komponist für Sportereignisse und Fernsehformate in den USA. In seinem Studio Double Forte Music arbeitet er unter anderem für NBC. Für dieses Unternehmen hat er die Musik zu allen vier Staffeln der Serie The Night Shift geschrieben. Außerdem komponiert er für die L.A. Kings und die Portland Trail Blazers.

## Diskografie (Auszug)
- Chastain: Mystery of Illusion (1985)
- London: Non Stop Rock (1985)
- Linear: Caught in the Middle (1992)
- Arcade: Arcade (1993)
- Arcade: A/2 (1994)
- Arcade: A/3 Live and Unreleased (2001)

mit Cinderella
- Night Songs (1986)
- Long Cold Winter (1988)
- Move Over für Stairway to Heaven/Highway to Hell (1989)
- Heartbreak Station (1990)